# LC Perú
LC Perú (mã ICAO = LCP) là hãng hàng không của Peru, trụ sở ở Lima. Căn cứ chính của hãng ở Sân bay quốc tế Jorge Chávez (LIM), Lima.

## Lịch sử
LC Perú được thành lập và bắt đầu hoạt động từ năm 2001. Hãng hiện có các tuyến đường chở khách quốc nội.

## Các nơi đến
- Andahuaylas
- Ayacucho
- Cajamarca
- Huancayo
- Huánuco
- Huaraz
- Chiclayo
- Arequipa
- Trujillo
- Lima

## Đội máy bay

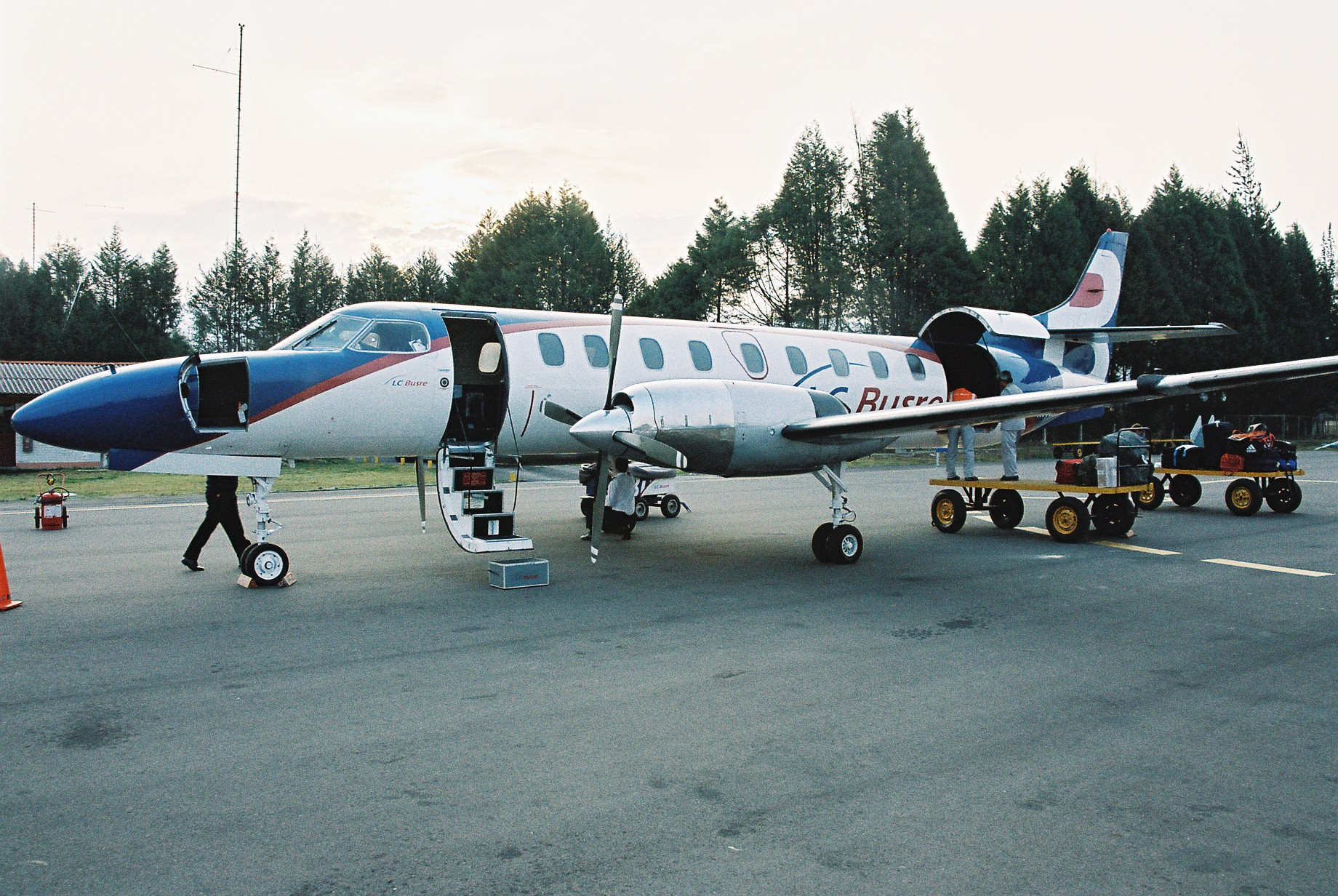
Máy bay Fairchild Metro III của LC Perú.

(Tháng 7/2008):
- 4 Fairchild Metro III